# Mayinga N'Seka
Mayinga N'Seka (n. 1954, Zair – d. 19 octombrie 1976, Ngaliema⁠(d), Kinshasa⁠(d), RDC) a fost o asistentă medicală din Zair, astăzi Republica Democrată Congo. A murit din cauza bolii virale Ebola în timpul epidemiei din 1976 din Zair. Mai multe surse au identificat-o incorect drept caz index, dar un raport al Comisiei Organizației Mondiale a Sănătății cu privire la declanșarea epidemiei îl identifică drept caz index pe un bărbat din Yambuku, Mabalo Lokela. Lokela, în vârstă de 44 de ani, care cumpărase carne în Sudan, a decedat pe 8 septembrie, cu mai mult de o lună înainte de N'Seka.

## Biografie
N'Seka a lucrat ca asistentă medicală la spitalul Mbalad din Kinshasa și a contractat Ebola după ce a îngrijit o călugăriță care zburase pentru tratament de la spitalul misionar din Yambuku, unde a originat focarul. Mayinga a murit la spitalul Ngaleima pe 19 octombrie 1976. Au fost 318 de cazuri în acest focar, care a avut o rată de mortalitate de 88%.
În cartea sa despre izbucnirea epidemiei din 1976, Ebola, William Close relatează că N'Seka tratase o călugăriță, pe Maica Fermina, care lucra la misiunea catolică din Yambuku. O altă călugăriță și un preot fuseseră, de asemenea, aduși în capitală pentru tratament. Oficialii s-au grăbit să localizeze contactele lui N'Seka în Kinshasa, inclusiv pe personalul Ambasadei Statelor Unite (unde ea își finalizase viza de student).
Maica Fermina a murit la spitalul din Kinshasa în timp ce încerca să revină în Belgia pentru a se putea efectua un diagnostic al bolii. 
Caracterul extrem de infecțios și de mortal al bolii era încă necunoscut atunci când N'Seka a tratat-o pe Fermina, și nu a fost luată nicio măsură specială de precauție pentru a evita venirea în contact cu sângele sau fluidele sale. N'Seka, în vârstă de 22 de ani, se pregătea să călătorească în Statele Unite ale Americii pentru a studia asistența medicală avansată cu o bursă la momentul decesului. N'Seka era născută în 1954. 

## Contribuție
Tulpina virusului Ebola cu care s-a infectat N'Seka a fost numită la început „tulpina virusului Zair Mayinga” (astazi, tulpina virală Ebola Mayinga; EBOV/May) și este virusul prototip al speciei virusului Ebola Zair, și în același timp însăși specia tip pentru genul Ebolavirus.
Sângele lui N'Seka a fost utilizat în întreaga lume și pentru a obține mai multe frecvențe și structuri de tulpini virale Ebola. Nu a fost încheiat niciun acord cu guvernul pentru distribuirea acestuia. 